# Метеш (комуна)
Метеш (рум. Meteș) — комуна у повіті Алба в Румунії. До складу комуни входять такі села (дані про населення за 2002 рік):
- Іска (18 осіб)
- Ампойца (689 осіб)
- Велень (284 особи)
- Лунка-Ампойцей (168 осіб)
- Лунка-Метешулуй (107 осіб)
- Метеш (417 осіб) — адміністративний центр комуни
- Педуря (55 осіб)
- Пояна-Ампоюлуй (321 особа)
- Пояна-Урсулуй (16 осіб)
- Пресака-Ампоюлуй (415 осіб)
- Реметя (26 осіб)
- Теуць (665 осіб)

Комуна розташована на відстані 278 км на північний захід від Бухареста, 12 км на захід від Алба-Юлії, 76 км на південь від Клуж-Напоки.

## Населення
За даними перепису населення 2002 року у комуні проживала 3181 особа.
Національний склад населення комуни:
| Національність | Кількість осіб | Відсоток |
| -------------- | -------------- | -------- |
| румуни         | 3165           | 99,5%    |
| цигани         | 8              | 0,3%     |
| німці          | 5              | 0,2%     |
| угорці         | 2              | 0,1%     |
| українці       | 1              | < 0,1%   |

Рідною мовою назвали:
| Мова      | Кількість осіб | Відсоток |
| --------- | -------------- | -------- |
| румунська | 3169           | 99,6%    |
| циганська | 7              | 0,2%     |
| німецька  | 4              | 0,1%     |
| угорська  | 1              | < 0,1%   |

Склад населення комуни за віросповіданням:
| Релігія                                       | Кількість осіб | Відсоток |
| --------------------------------------------- | -------------- | -------- |
| православні                                   | 2969           | 93,3%    |
| п'ятдесятники                                 | 43             | 1,4%     |
| баптисти                                      | 41             | 1,3%     |
| бретрени                                      | 35             | 1,1%     |
| адвентисти                                    | 30             | 0,9%     |
| не релігійні                                  | 10             | 0,3%     |
| лютерани (Аугсбурзького сповідання)           | 4              | 0,1%     |
| греко-католики                                | 2              | 0,1%     |
| лютерани (Синодально-пресвітеріанська церква) | 1              | < 0,1%   |
| не вказали релігію                            | 2              | 0,1%     |